# Dichomeris baxa
Dichomeris baxa is een vlinder uit de familie van de tastermotten (Gelechiidae). De wetenschappelijke naam van de soort is voor het eerst geldig gepubliceerd in 1986 door Hodges.

## Type
- holotype: "male, 18.IV.1944. F.G. Clarke., USNM genitalia slide no. 9387"
- instituut: USNM
- typelocatie: "USA, California, Monterey County, Presidio of Monterey"[3]